# سیارک‌های گونه کیو
سیارک‌های گونهٔ کیو (به انگلیسی: Q-type asteroid)، گونهٔ نسبتاً نامتعارفی از سیارک‌های بخش درونی کمربند سیارک‌ها با ویژگی‌های قوی ۱ میکرومتری گسترده از الیوین و پیروکسن و شیب طیفی که نشان‌دهندهٔ وجود فلز در آنهاست. ویژگی‌های جذب بلند و کوتاه ۰٫۷ میکرومتر نیز وجود دارد، و طیف آنها به طور کلی بین طیف سیارک‌های نوع اس و سیارک‌های نوع وی است.
سیارک‌های گونه کیو از دیدگاه طیفی بیشتر به شهاب‌سنگ‌های از جنس کندریت معمولی شبیه هستند؛ (انواع اچ، ال، و ال‌ال H, L، LL) تا به هر نوع سیارک دیگر. این ویژگی دانشمندان را بر آن داشته که حدس و گمان‌هایی در بارهٔ فراوانی آنها ابراز کنند، اما تاکنون تنها نزدیک به ۲۰ سیارک از این نوع توصیف شده است. نمونه‌هایی از سیارک‌های گونه کیو؛ آپولون ۱۸۶۲، تانتالوس ۲۱۰۲، سیارک ۳۷۵۳، سیارک ۶۴۸۹، و ۹۹۶۹ بریل هستند.